# 柘荣县博物馆
柘荣县博物馆是位于福建省宁德市柘荣县的一个综合性博物馆，坐落于双城镇柳城南路6号，与柘荣县文化馆、柘荣县文物保护中心河柘荣县民间艺术馆共用馆舍。柘荣县博物馆成立于2006年，隶属于柘荣县文化和旅游局管辖，建筑面积900平方米，馆藏文物11000余件。2019年，县政府启动新馆建设项目，将为柘荣县博物馆建设新馆舍。2023年，柘荣县博物馆入选为国家三级博物馆。

## 历史
中华人民共和国成立之初，柘荣县文化馆主管柘荣县的文物工作。2006年，成立柘荣县博物馆机构，编制3人，负责柘荣县文物的相关工作，与柘荣县文化馆共用馆舍。2019年，柘荣县投资1.6亿元人民币，开工建设“柘荣县文化艺术中心”项目，拟将博物馆迁址于此，与文化馆分别成为独立建筑。博物馆建馆以来，先后被有关部门授予“宁德市文明单位”、“新时代宁德市百个社科普及基地”等称号。2023年12月，柘荣县博物馆被中华人民共和国国家文物局选为第五批国家三级博物馆。

## 展览规模

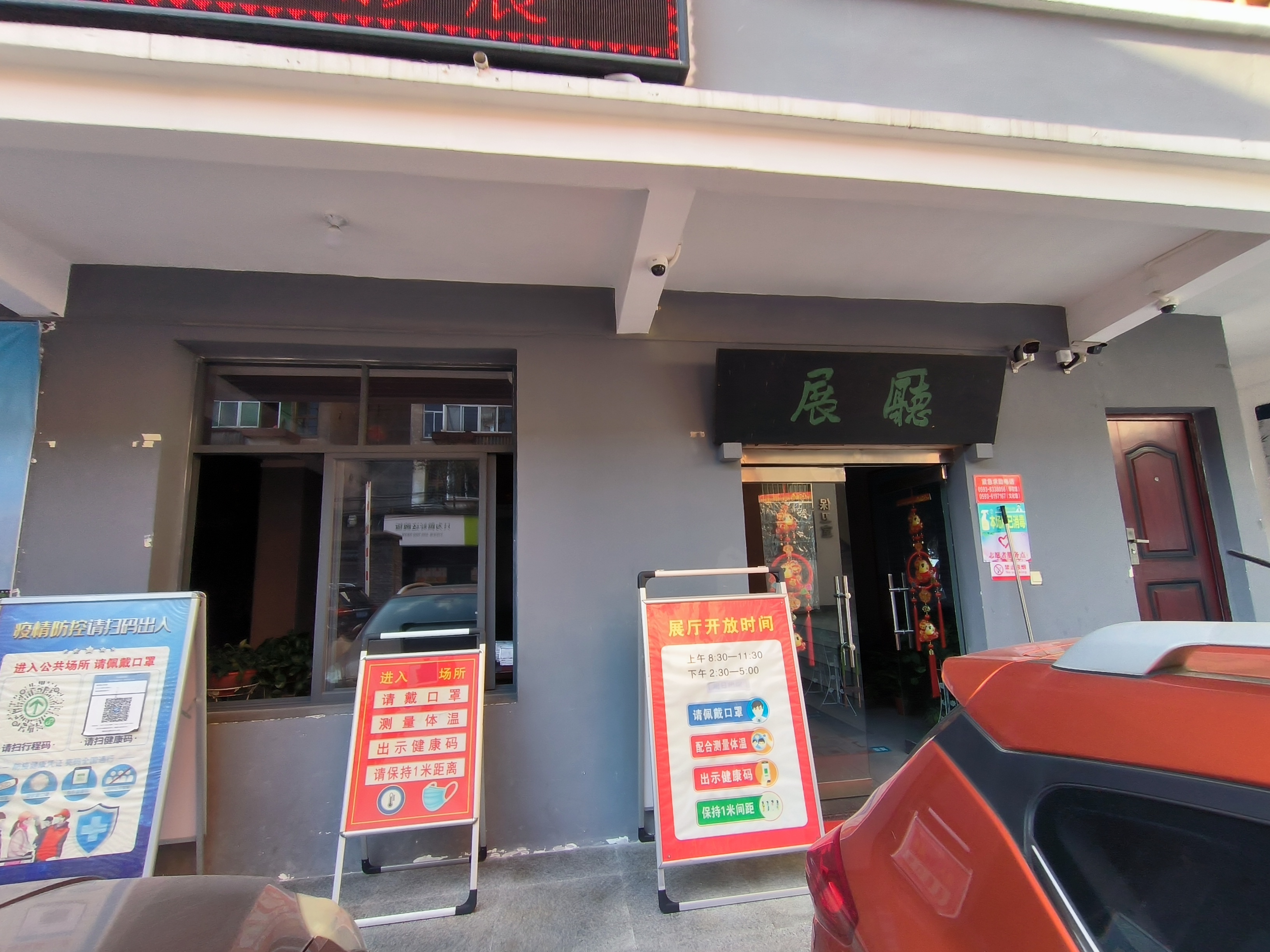
2023年的博物馆展厅

柘荣县博物馆与文化馆等机构共用馆舍，整体是一座由3座钢混平房组成的“凹”字形建筑群，博物馆使用的建筑面积900平方米，其中文物库房270平方米、临时展厅120平方米、多功能厅200平方米、公共服务区域100平方米，文物消毒室、办公室、档案室、监控室和保卫室等共约210平方米，2019年动工建设的博物馆新馆建筑面积达5680平方米，目前已完成土建、外立面装修和内部的粗装修。
柘荣县博物馆内有藏品11574件（套），包括2件二级文物和302件（套）三级文物。内部分为4个基本陈列，分别为“柘荣现象传习馆”“柘荣古桥梁文化特展”“游朴纪念馆”和“游朴廉政文化展示馆”。此外，博物馆先后举办了100余次临时展览、民俗活动及讲座，如“海峡两岸游氏仙姑祈福文化节”“器物醉人——柘博馆藏文物特展”等。